# تاریخ بی‌خردی
تاریخ بی‌خردی، از تروا تا ویتنام عنوان کتابی است اثر باربارا تاکمن. این کتاب با دستمایه قرار دادن برخی رویدادهای معروف تاریخ جهان از دورهٔ باستان تا امروز سعی کرده‌است به نقد رفتار فرمان‌روایان در مواجهه با این رویدادها بپردازد.

## خلاصه
این کتاب در مورد یکی از متقاعد کننده‌ترین تناقض‌های تاریخ است: پیگیری سیاست‌های دولت‌ها بر خلاف منافع خودشان». این چهار مورد عمده‌ترین بی‌خردی‌های حکومت در تاریخ بشر را شرح می‌دهد: ۱. تصمیم تروایی‌ها برای انتقال اسب یونانی به شهرشان، ۲. شکست پاپ‌های رنسانس در رسیدگی به عواملی که منجر به اصلاحات پروتستانی در اوایل سده شانزدهم شد، ۳. سیاست‌های انگلستان در دوره شاه جرج سوم در رابطه با مستعمرات آمریکا و ۴. مدیریت نادرست ایالات متحده در درگیری در ویتنام. بیش از نیمی از کتاب به مداخله ایالات متحده در جنگ ویتنام می‌پردازد، در حالی که سه مطالعه موردی دیگر کوتاه‌تر هستند.

## ساختار و درون‌مایه کتاب
عنوان کتاب از تروا تا ویتنام است و به‌نظر باربارا تاکمن نخستین بی‌خردی شگفت‌آور سیاست‌مداران تروا این است که در کمال بی‌عقلی و نادانی، اسب چوبین را داخل شهر خود بردند و نیرنگ یونانیان را درنیافتند و شد آنچه شد.
کتاب در پنج فصل با عناوین زیر تدوین شده‌است:
- فصل اول: پیگیری سیاست‌های مغایر با منافع خویش.
- فصل دوم: نمونه‌های آغازین: اسب تروا.
- فصل سوم: پاپ‌های رنسانس و جدا شدن پروتستان‌ها.
- فصل چهارم: بریتانیا آمریکا را از دست می‌دهد.
- فصل پنجم: آمریکا در ویتنام به خود خیانت می‌کند.[۷]

*نقد کتاب
اشتباهات نویسنده کتاب در نظر یک منطقدان که به اصول مغالطه آشنا هست بسیار ساده یافت می‌شود
تاکمن ماندگاری در قدرت را علت دیکتاتوری و سنگدلی می‌داند در حالی که همیشه اینطور نیست بلکه اگر انسان از طریق تزکیه نفس خودش را برای قدرت آماده کند قدرت هیچگاه وی را متزلزل نخواهد کرد

## وضعیت انتشار
این کتاب ابتدا با عنوان سیر نابخردی، از ترویا تا ویتنام توسط نشر و پژوهش فرزان روز در سال ۱۳۷۵ و چاپ دوم آن سال ۱۳۸۴ منتشر شد و سپس با عنوان تاریخ بی‌خردی، از تروا تا ویتنام با ترجمه حسن کامشاد از سوی انتشارات کارنامه در سال ۱۳۸۸ منتشر شده‌است.